# Iglesia de la Inmaculada Concepción (Bakú)
La  Iglesia de la Inmaculada Concepción (en azerí: Müqəddəs Bakirə Məryəm kilsəsi) es una iglesia católica en Bakú, Azerbaiyán.
La iglesia original se llamó "Iglesia de la Inmaculada Concepción de la Santísima Virgen María".
Funcionó desde 1915 hasta 1931, cuando fue destruida por orden del gobierno soviético.
En 2006, una nueva iglesia católica que lleva el mismo nombre fue reconstruida en un lugar diferente de Bakú. El 29 de abril de 2007 la nueva iglesia fue consagrada por el Nuncio Apostólico en Transcaucasia Monseñor Claudio Gugerotti.